# 린쯔하오 (야구 선수)
린쯔하오(중국어: 林子豪, 병음: Lín Zîháo, 한자음: 임자호, 2002년 3월 29일~)는 중화민국의 야구 선수이다. 현재 퉁이 라이언스 소속으로 뛰고 있다.

## 국가대표팀 경력
2023년 10월 중국 항저우에서 열린 2022년 아시안 게임에 참가하면서 처음으로 중화 타이베이 대표팀의 일원이 되었다. 대회 첫 경기인 태국과의 경기에서 2타수 0안타 2볼넷을 기록했다. 이어 대한민국의 고우석을 상대로 4타수 2안타, 2점 안타를 기록했고, 홍콩전에서는 2타수 2안타, 3타점을 기록했다. 개최국 중국 대표팀과의 경기에서는 3볼넷으로 1타수 0안타 기록을 세웠다. 대한민국과의 결승전에서는 3타수 0안타를 기록했으며 대표팀은 대한민국에게 패해 은메달을 획득했다.

## 개인사
삼촌은 중신 브라더스 소속 야구 선수인 쑹청루이이다.